# Ikuo Nakamura
Ikuo Nakamura (中村 征夫, Nakamura Ikuo), né le 1er juillet 1945, est un photographe japonais.